# Evangelische Kirche (Oberdorfelden)

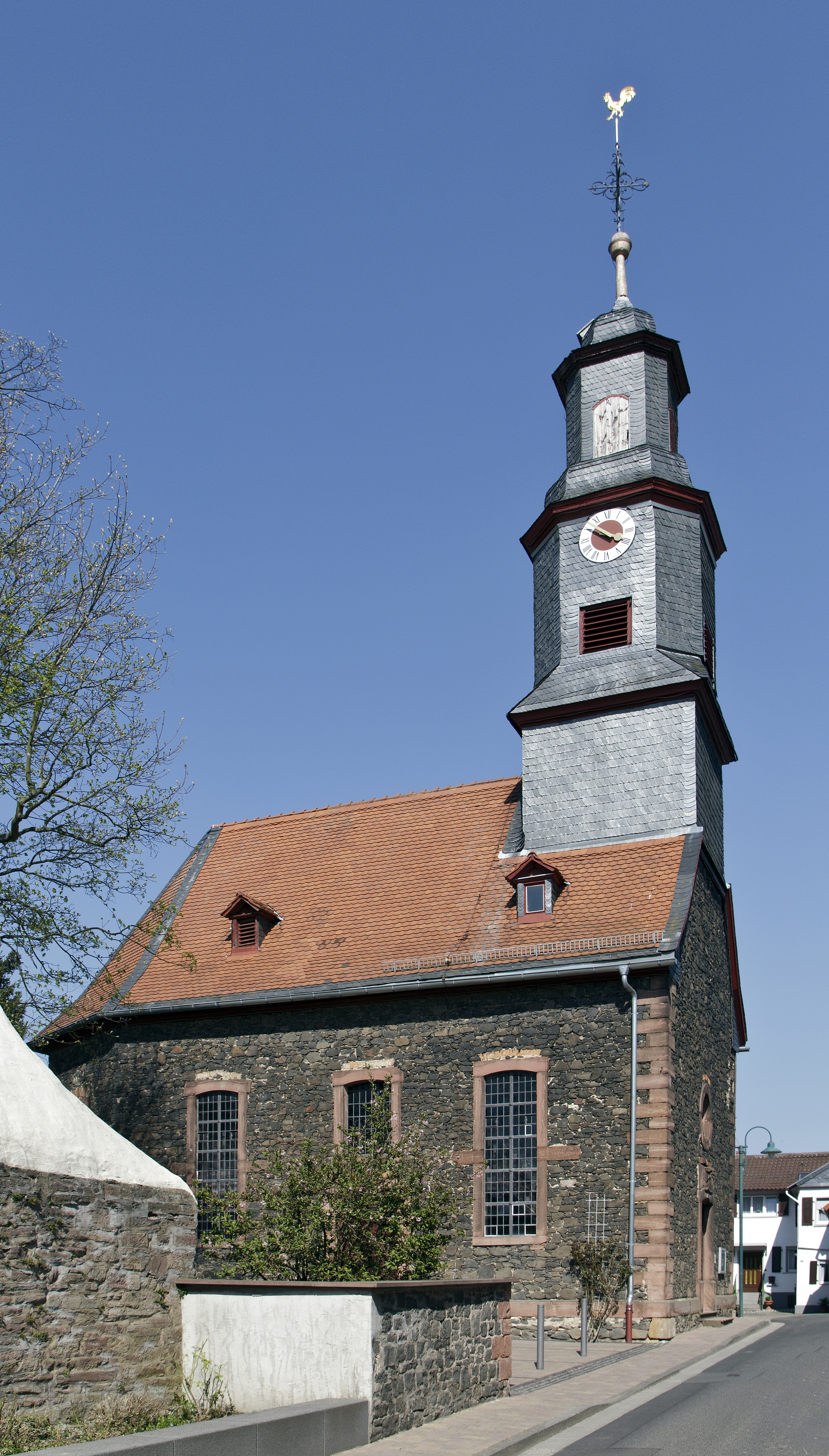
Evangelische Kirche in Oberdorfelden

Die Evangelische Kirche Oberdorfelden ist ein denkmalgeschütztes Kirchengebäude in Oberdorfelden, einem Ortsteil von Schöneck im Main-Kinzig-Kreis in Hessen. Die Kirche gehört zur Kirchengemeinde Kilianstädten-Oberdorfelden im Kirchenkreis Hanau des Sprengels Hanau-Hersfeld der Evangelischen Kirche von Kurhessen-Waldeck.

## Beschreibung
Die 1763–66 gebaute Saalkirche aus unverputztem Basalt mit Ecksteinen und Gewänden in Sandstein hat einen dreiseitigen Schluss im Norden. Hinter der Fassade im Süden erhebt sich aus dem Satteldach des Kirchenschiffs ein quadratischer, schiefergedeckter Dachturm, der einen achteckigen, zweigeschossigen Aufsatz hat, der die Turmuhr und den Glockenstuhl beherbergt. Der Innenraum des Kirchenschiffs hat Emporen. Zur Kirchenausstattung gehört der Kanzelaltar aus der Bauzeit. Die Orgel wurde 1850 von Friedrich Helbig gebaut.